# (200322) 2000 GJ20
(200322) 2000 GJ20 es un asteroide perteneciente al cinturón de asteroides descubierto el 5 de abril de 2000 por el equipo del Lincoln Near-Earth Asteroid Research desde el Laboratorio Lincoln, Socorro, Nuevo México, Estados Unidos.

## Designación y nombre
Designado provisionalmente como 2000 GJ20.

## Características orbitales
2000 GJ20 está situado a una distancia media del Sol de 2,321 ua, pudiendo alejarse hasta 2,889 ua y acercarse hasta 1,752 ua. Su excentricidad es 0,244 y la inclinación orbital 1,873 grados. Emplea 1291,72 días en completar una órbita alrededor del Sol.

## Características físicas
La magnitud absoluta de 2000 GJ20 es 17,1. 